# Чунтонов, Николай Григорьевич
Николай Григорьевич Чунтонов (1925—1977) — участник Великой Отечественной войны, наводчик орудия артиллерийского дивизиона 71-й механизированной бригады (9-й механизированный корпус, 3-я гвардейская танковая армия, 1-й Украинский фронт), младший сержант. Герой Советского Союза.

## Биография
Родился 22 мая 1922 года в Казани. После окончания школы он работал слесарем на заводе в городе Чимкенте в Казахстане.
В Красную Армию был призван в январе 1943 года. После окончания военного пехотного училища был отправлен на фронт, служил наводчиком орудия в артиллерийском дивизионе. В ноябре 1943 года на Украине, под городом Фастов, при отражении атак противника подбил несколько немецких орудий и уничтожил большое количество вражеских солдат.
Указом Президиума Верховного Совета СССР «О присвоении звания Героя Советского Союза генералам, офицерскому, сержантскому и рядовому составу Красной Армии» от 10 января 1944 года за «образцовое выполнение боевых заданий командования на фронте борьбы с немецко-фашистскими захватчиками и проявленные при этом отвагу и геройство» удостоен звания Героя Советского Союза с вручением ордена Ленина и медали «Золотая Звезда». 
Член КПСС с 1944 года. В 1945 году окончил Хабаровское артиллерийское училище, участвовал в войне с Японией. В 1955 году вышел в запас.
Окончил строительный институт, работал главным архитектором Ленинского района Московской области.
Умер 17 июня 1977 года. Похоронен в Москве на Кузьминском кладбище. Его могила является объектом культурного наследия.

## Награды
- Звание Героя Советского Союза было присвоено 10 января 1944 года.
- Награждён орденами Ленина, Красной Звезды и медалями.

## Память
- Именем Николая Григорьевича Чунтонова названа улица в посёлке (жилом массиве) Плодопитомник Приволжского района Казани[3][4].
- В Москве на доме, где жил Герой, установлена мемориальная доска[5].